# Pekin (Dakota Północna)
Pekin – miasto w Stanach Zjednoczonych, w stanie Dakota Północna, w hrabstwie Nelson.